# Павлова Олена Миколаївна
Павлова Олена Миколаївна (5 липня 1986, Острог, Рівненська область) — українська письменниця, журналістка, художниця, кураторка культурних проєктів. Авторка комікс-персонажа «Кіт Інжир».

## Біографія
Олена Павлова народилася 5 липня 1986 року, в Острозі, дитинство провела у Рівному. Закінчила Рівненську державну гуманітарну гімназію, а також Рівненську дитячу художню школу.
Переїхала до Києва. Навчалася у Києво-Могилянській Академії на українській філології та журналістиці. У студентські роки брала участь у Помаранчевій революції. Свою першу курсову роботу написала про фольклор Помаранчевої революції.
Шість років працювала у журналі «Країна», де керувала відділом культури. Також відповідала за сторінку культури на сайті Gazeta.ua і «Газеті по-українськи».
Заснувала та була кураторкою конкурсу актуальної короткої прози «Новела по-українськи». Серед тем конкурсу в різні роки були Революція Гідності, декомунізація, українські міста. За сім років учасники написали понад тисячу новел. З найкращих текстів уклала дві збірки «Євромайдан. Хроніка в новелах» та «Крим по-українськи. Веселі та сумні історії», що вийшли у видавництві Discursus.
Була авторкою ідеї та кураторкою першої в Україні збірки комікс-поезії «Ком-по». Проєкт втілила у 2017 році за підтримки Goethe-Institut Україна.
Понад два роки працювала головною редакторкою сайту про освіту та виховання Osvitoria.Media від громадської спілки Освіторія. Найкращі статті медіа зібрала до книжки «Як не збожеволіти від батьківства» (2021).
У 2019-му посіла 2-ге місце у номінації «Поезія» на Літературному конкурсі видавництва «Смолоскип» із рукописом збірки «Шкіра міст», вірші до якої писала сім років. Книга вийшла 2022 року.
Два роки була експерткою Українського Інституту Книги у державній програмі поповнення фондів публічних бібліотек.
У 2020 році була однією з кураторок тематичного кластера «Освіта» Book Forum Lviv.
З 2021 року є членкинею Український ПЕН. 2024 року вийшла друга збірка поезії «Світлочутливі».
Павлова є однією з організаторок, продюсерка премії «Золотий Ліфон».
Станом на 2024 рік живе у Львові.

## Художній доробок
У 2009 році створила «Кота Інжира» — персонажа онлайн-коміксів. Головна тематика — популяризація читання та літератури, української культури, цінностей демократичного суспільства. Одна з розробниць першої української настільної гри з розвитку критичного мислення «Критикотики» (2021), головним персонажем якої став Кіт Інжир.
У 2014 році журналістка жартома намалювала картинку із зображенням Степана Бандери на 1000-гривневій банкноті. Картинка стала вірусною і перетворилася на мем.